# Meseta de Yavajetia
La meseta Javaljeti es una meseta volcánica dentro de las montañas del Cáucaso que ocupa la región de Samtskhe-Javakheti en Georgia, junto a la frontera con Turquía y Armenia. Elevación: más de 2,000 m.
La meseta es una gran llanura herbácea de alpine estepa alpina con numerosos wetlands y lagos alpinos (seis de los más grandes lagos de Georgia, Tabaskuri, Paravani, Janchali, Madatapa, Karsaji, Sagamo).
Los humedales de Javaljeti están incluidos en la Lista Ramsar de humedales de importancia internacional.
La meseta está cruzada de norte a sur por la cordillera Abul-Samsari, una serie de conos volcánicos. La parte occidental de la meseta está rodeada por la cordillera Javajeti